# الدوري البلغاري الممتاز 2014-15
الدوري البلغاري الممتاز 2014-15 (بالبلغارية: „А“ футболна група 2014/15)‏ هو الموسم 91 من  الدوري البلغاري الممتاز. أقيم خلال الفترة 19 يوليو 2014 وحتى 31 مايو 2015، وأشرف على تنظيمه اتحاد بلغاريا لكرة القدم، وكان عدد الأندية المشاركة فيه  12، وفاز فيه نادي لودوغورتس رازغراد.